# Dymo Corporation
Pour les articles homonymes, voir Dimo (homonymie).
La Dymo Corporation est une entreprise américaine de fabrication spécialisée dans les étiqueteuses et autres technologies d'impression par transfert thermique (en). Depuis 2005, elle appartient à Newell Brands.
La compagnie est présente dans plus de 100 pays et leurs produits sont disponibles dans plus de vingt langues.

## Histoire

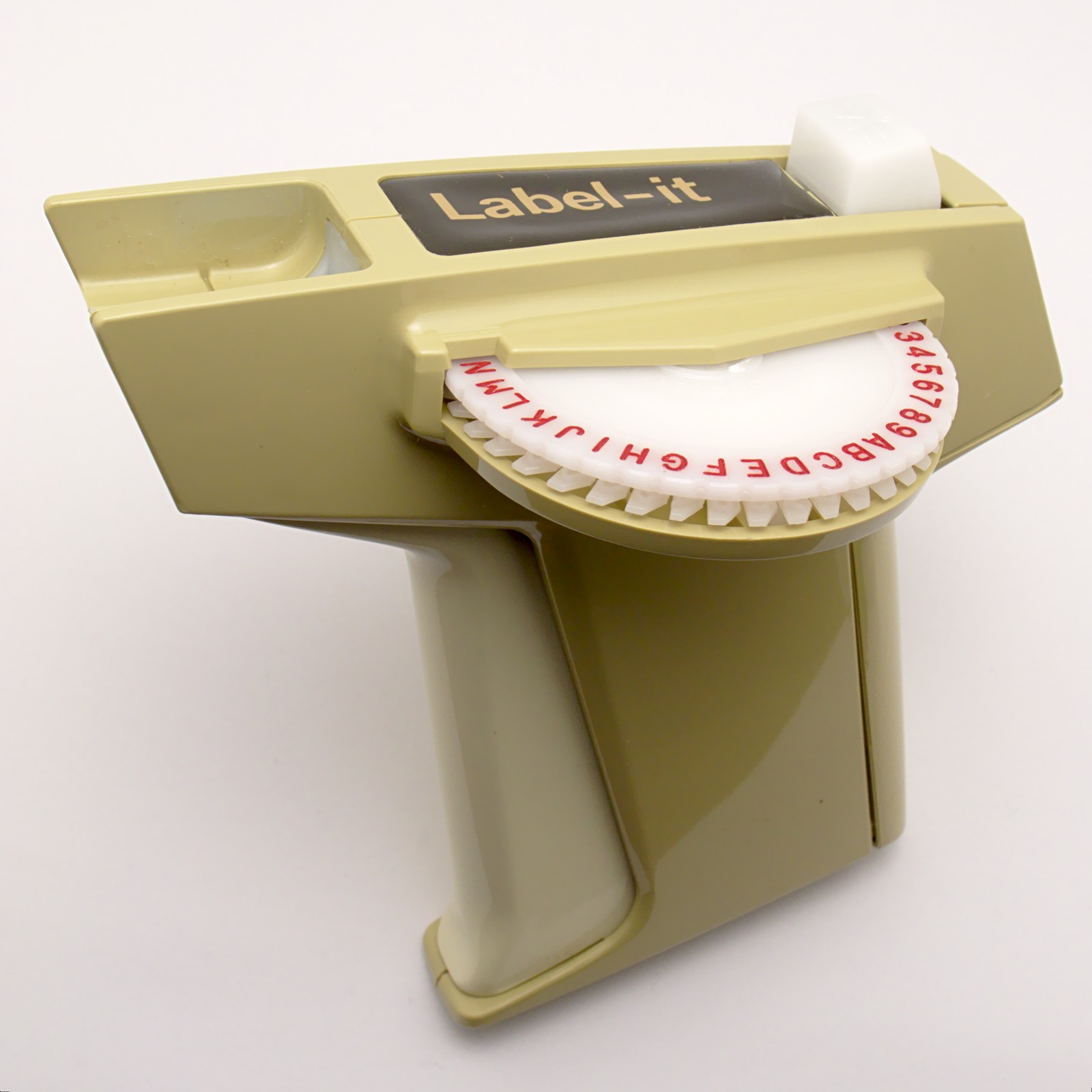
Étiqueteuse Dymo (vers 1967).

Dymo est fondée en 1958 à Berkeley par Rudolph Hurwich sous le nom Dymo Industries, Inc. ; elle était au début spécialisée dans la fabrication d'outils utilisant des bandes de gaufrage. Elle était la première entreprise à vendre des étiqueteuses à usage personnel. Dans les années 1960, leur popularité était telle que l'entreprise avait installé un siège européen à Saint-Nicolas, en Belgique. La méthode de fabrication de ces étiqueteuses avait été brevetée par David Souza d'Oakland en 1961. La compagnie est entre temps devenue publique et a déménagé à San Francisco.
En 1978, Dymo est acquise par Esselte, une entreprise de matériel de bureau, qui étend la vente de produits Dymo. En 2000, le CoStar LabelWriter®, d'une autre entreprise récemment achetée par Esselte, devient le Dymo LabelWriter®, augmentant la popularité de la marque, le LabelWriter® étant unique en son genre ; pouvant être connecté à des ordinateurs, il pouvait imprimer une étiquette à la fois, contrairement aux machines traditionnelles. Philip J. Damiano, président de CoStar, devient aussi directeur de Dymo. En 2004, Dymo totalisait des profits de 225 millions $ (USD). En 2005, Esselte vend Dymo à Newell Rubbermaid, aujourd'hui Newell Brands, pour la somme de 730 000 000 $ (USD). La vente était principalement pour repayer les dettes d'Esselte.

## Produits

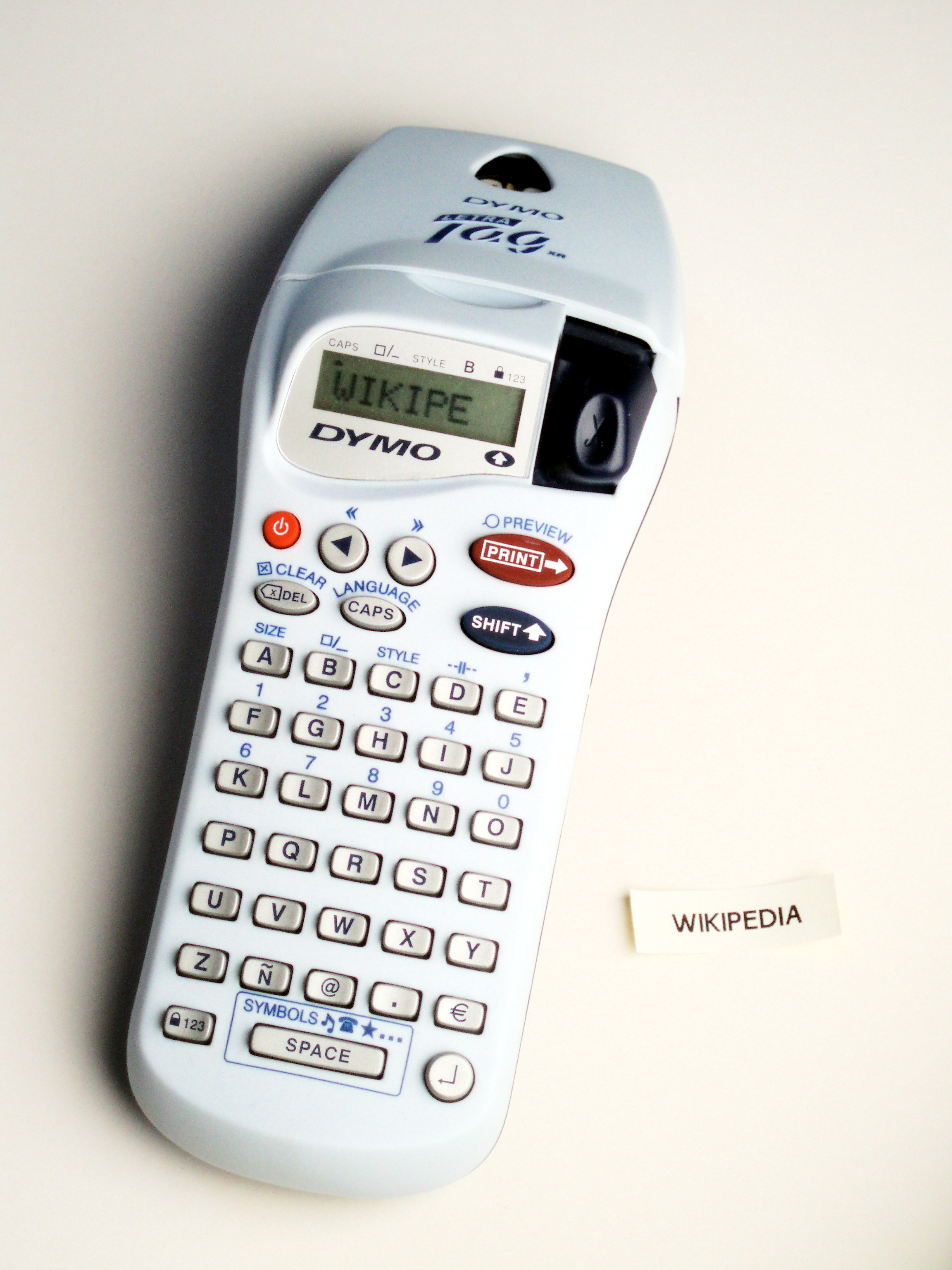
Dymo LetraTag.

### Étiqueteuses
- Dymo LabelWriter[4]
- Dymo LabelManager[4]
- Dymo LetraTag[4]
- Dymo RhinoPro[4]

### Types d'étiquettes
Dymo vend plusieurs types d'étiquettes pour ses étiqueteuses LabelWriter 400 et 500. Elles peuvent être retrouvées sur leur site de vente.
| Numéro de produit (5 chiffres) # | Numéro de produit (7 chiffres) # | Usage             | Largeur (cm) | Hauteur (cm) | Étiquettes par rouleau | Couleur |
| -------------------------------- | -------------------------------- | ----------------- | ------------ | ------------ | ---------------------- | ------- |
| 30251                            |                                  | Adresse           | 9            | 2.85         | 130                    | Blanc   |
| 30252                            |                                  | Adresse           | 9            | 2.85         | 350                    | Blanc   |
| 30253                            |                                  | Adresse           | 9            | 2.85         | 700                    | Blanc   |
| 30256                            |                                  | Expédition        | 10           | 5.85         |                        | Blanc   |
| 30320                            |                                  | Adresse           | 9            | 2.85         | 130                    | Blanc   |
| 30330                            |                                  | Adresse de retour | 5            | 1.9          | 500                    | Blanc   |
| 30332                            |                                  |                   | 2.5          | 2.5          |                        | Blanc   |
| 30333                            |                                  |                   | 1.25         | 1.25         |                        | Blanc   |
| 30334                            |                                  |                   | 5.75         | 3.2          |                        | Blanc   |
| 30335                            |                                  |                   | 1.25         | 1.25         |                        | Blanc   |
| 30857                            | 1760756                          | Insigne de nom    | 10           | 5.7          | 250                    | Blanc   |